# Cryptosporidium hominis
Cryptosporidium hominis, junto con Cryptosporidium parvum, es una de las especies de Cryptosporidium más importantes desde el punto de vista médico. Es un parásito obligado del ser humano que puede colonizar el tracto gastrointestinal y provocar la gastroenteritis y la diarrea características de la criptosporidiosis. A diferencia de C. parvum, que tiene un rango de hospedadores bastante amplio, C. hominis es un parásito casi exclusivo de los humanos. Como resultado, C. hominis tiene un bajo potencial zoonótico en comparación con C. parvum. Se propaga por vía fecal-oral, normalmente al beber agua contaminada con heces cargadas de ooquistes. Existen muchos riesgos de exposición que las personas pueden encontrar en las zonas afectadas del mundo. Las infecciones por Cryptosporidium contribuyen en gran medida a la muerte y la enfermedad infantil en las zonas más afectadas, aunque se ha dado poca importancia tanto a la identificación de la especie como a la búsqueda de más opciones de tratamiento aparte de la nitazoxanida para niños y pacientes con sida.

## Características

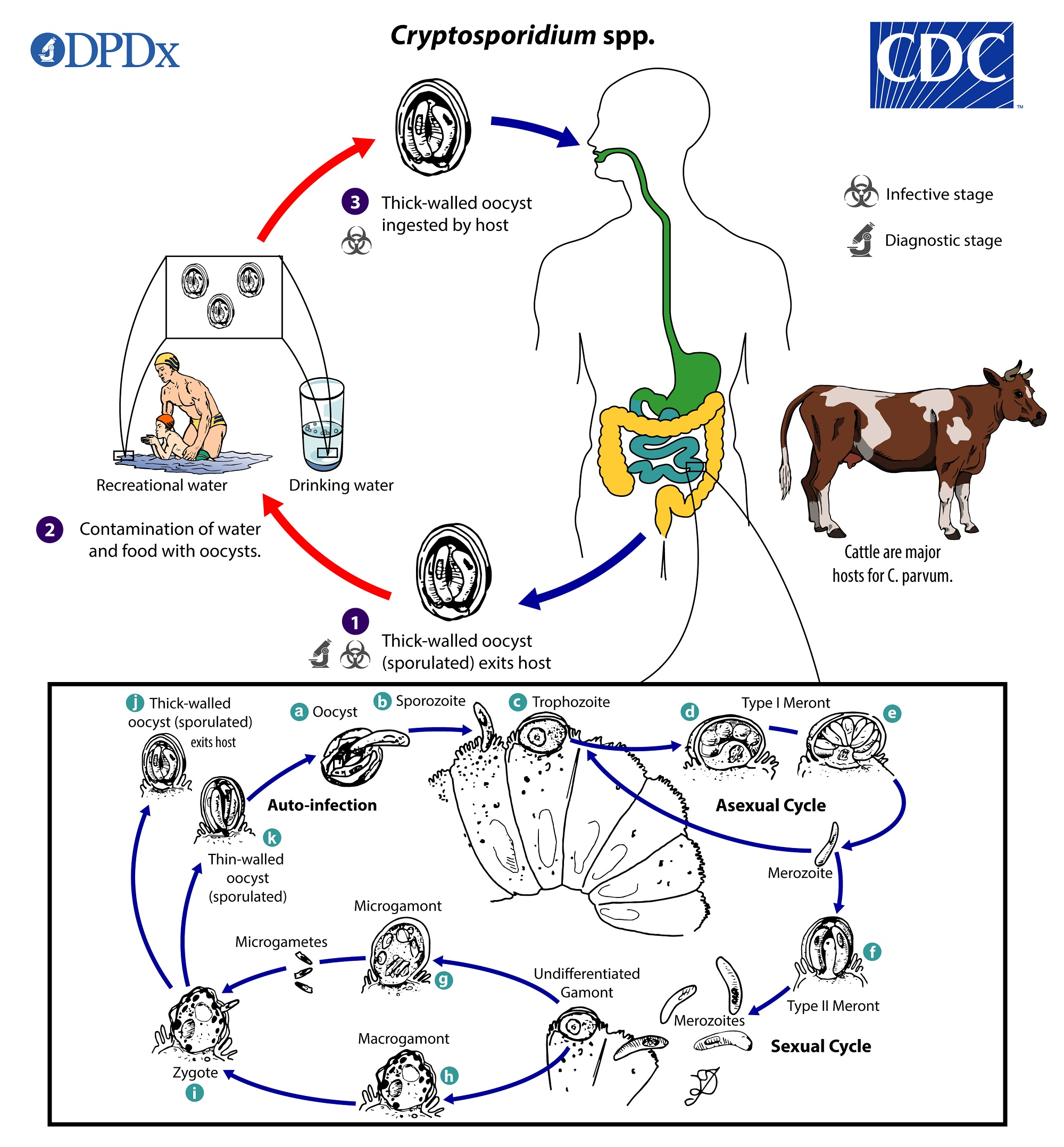
Ciclo biológico de Cryptosporidium.
- 1) ooquistes esporulados de paredes gruesas que contienen 4 esporozoitos.
- 2) agua o alimentos contaminados con ooquistes.
- 3) ingestión o inhalación por un hospedador adecuado, se produce la excistación (a). Parasitación en células epiteliales (b) y (c). Reproducción asexual (esquizogonia o merogonia) (d), (e) y (f). Reproducción sexual y producción de microgamontes (macho) (g) y macrogamontes (hembra) (h). Fecundación - formación del cigoto (i). Ooquistes de paredes finas que causan autoinfección (k). Ooquistes de pared gruesa secretados por el hospedador (j).

Cryptosporidium hominis comparte muchas características similares con C. parvum, como la morfología idéntica de los ooquistes y el ciclo de vida. Las diferentes especies de Cryptosporidium comparten características morfológicas casi idénticas, por lo que la diferenciación sólo se observa a nivel molecular. Como resultado, C. hominis se diferencia más fácilmente de C. parvum a través del análisis genético mediante el polimorfismo de longitud de fragmentos de restricción por PCR o la secuenciación de genes, que requieren mucho tiempo.

## Ciclo biológico
El ciclo biológico de Cryptosporidium hominis es similar al de otros del género, con esporozoitos infecciosos procedentes de ooquistes ingeridos que invaden el epitelio intestinal. A partir de ahí, se someten a merogonía y generan merozoitos, que escapan y pueden volver a invadir células adicionales y formar un meronte secundario. El meronte secundario libera entonces merozoitos secundarios que vuelven a invadir y sufren gametogonía formando micro y macrogametocitos. A continuación, los gametocitos pueden fusionarse y formar un cigoto, que inicia de nuevo el ciclo.

## Tratamiento
Aunque en la mayoría de las personas inmunocompetentes los síntomas se resuelven sin tratamiento, se ha aprobado la nitazoxanida para el tratamiento de la diarrea provocada por la criptosporidiosis. Sin embargo, la eficacia de la nitazoxanida en pacientes inmunocomprometidos es incierta y los tratamientos actuales giran en torno al refuerzo del sistema inmunitario del huésped para ayudar a la resolución de los síntomas. Las vías actuales de tratamiento incluyen la exploración del genoma de Cryptosporidium hominis en busca de posibles dianas para el desarrollo de vacunas.